# Буксієті
Буксієті (груз. ბუქსიეთი) — село в Грузії.
За даними перепису населення 2014 року в селі проживає 64 особи.